# Fahri Işık
Fahri Işık (* 27. Oktober 1944 in Yeşilyurt (Malatya)) ist ein türkischer Klassischer Archäologe.

## Leben
Fahri Işık, Bruder des Archäologen Cengiz Işık, studierte zunächst bis 1965 an der Universität Ankara bei Baki Öğün. Er setzte sein Studium ab 1966 an der Universität Bonn fort, wo er 1973 promoviert wurde. Ab 1973 lehrte er an der Atatürk Üniversitesi in Erzurum, 1976 wurde er dort Dozent, 1983 Professor. 1990 wechselte er an die Akdeniz Üniversitesi in Antalya, wo er bis zu seinem Ruhestand 2011 lehrte. Danach lehrte er an der Burdur Mehmet Akif Ersoy Üniversitesi. 
1988 begann er die Ausgrabungen in Patara in Lykien, die er bis 2009 leitete. Verheiratet ist er seit 1998 mit der Archäologin Havva İşkan Işık, die auch seine Forschungen in Patara weiterführt.
Seit 1984 ist er korrespondierendes Mitglied des Deutschen Archäologischen Instituts.

## Veröffentlichungen (Auswahl)
- Die Koroplastik von Theangela in Karien und ihre Beziehungen zu Ostionien zwischen 560 und 270 v. Chr. (= Istanbuler Mitteilungen. Beiheft 21). Wasmuth, Tübingen 1980, ISBN 3-8030-1720-3 (Dissertation).
- Die offenen Felsheiligtümer Urartus und ihre Beziehung zu denen der Hethiter und Phryger. Gruppo Ed. Internazionale, Rom 1995, ISBN 88-8011-068-3.
- mit Havva İşkan, Nevzat Çevik: Miliarium Lyciae. Patara Yol Kilavuz Aniti. Önrapor / Das Wegweisermonument von Patara. Vorbericht (= Lykia 4, 1998/99). Akdeniz Üniversitesi, Antalya 2001.
- Die Statuetten vom Tumulus D bei Elmali. Ionisierung der neuhethitisch-phrygischen Bildformen in Anatolien (= Lykia 5, 2000). Akdeniz Üniversitesi, Likya Araştırma Merkezi ve Arkeoloji Bölümü, Antalya 2003, ISBN 975-7094-06-4.
- Girlanden-Sarkophage aus Aphrodisias. Mit einem Beitrag zu den Inschriften von Joyce M. Reynolds und Charlotte Roueché (= Guntram Koch, Klaus Fittschen, Ortwin Dally [Hrsg.]: Sarkophag-Studien. Band 5). Verlag Philipp von Zabern, Mainz 2007, ISBN 978-3-8053-3729-8.